# 80 Сапфо
80 Сапфо (енгл. 80 Sappho) је астероид главног астероидног појаса са пречником од приближно 78,39 km.
Афел астероида је на удаљености од 2,755 астрономских јединица (АЈ) од Сунца, а перихел на 1,836 АЈ.
Ексцентрицитет орбите износи 0,200, инклинација (нагиб) орбите у односу на раван еклиптике 8,663 степени, а орбитални период износи 1270,662 дана (3,478 године).
Апсолутна магнитуда астероида је 7,98 а геометријски албедо 0,184.
Астероид је откривен 2. маја 1864. године.